# Клаван, Дзинтар
Дзинтар Клаван (эст. Dzintar Klavan; 18 июня 1961, Вильянди) — эстонский футболист, центральный полузащитник. Выступал за национальную сборную Эстонии.

## Биография

### Клубная карьера
Воспитанник ДЮСШ города Вильянди, тренеры — Эльвар Ээрме, Лео Ира. На взрослом уровне дебютировал в 16-летнем возрасте в местной команде, выступавшей в первенстве Эстонской ССР среди КФК. В последующие годы также выступал за любительские коллективы Таллина, а в 1983—1984 годах играл за «КСМК» во второй советской лиге. В 1990 году выступал за «Спорт» в Балтийской лиге.
В первой половине 1990-х годов играл в низших дивизионах Финляндии и Германии.
В высшей лиге Эстонии дебютировал в сезоне 1992/93 в составе «Тулевика». В 1993—1995 годах играл за «Флору» и стал вместе с клубом двукратным чемпионом Эстонии. С 1995 года играл в первой лиге за «Лелле», «Тулевик» и «Валгу», а затем до 50-летнего возраста выступал в соревнованиях более низкого уровня.

### Карьера в сборной
Дебютный матч за национальную сборную Эстонии сыграл 21 февраля 1993 года против Латвии. Последнюю игру провёл 11 июня 1995 года против Словении. Всего за сборную сыграл 19 матчей, голов не забивал.

## Достижения
- Чемпион Эстонии (2): 1993/94, 1994/95

## Личная жизнь
Супруга — Тийна. Сын Рагнар (род. 1985) — футболист сборной Эстонии, сыграл более 100 матчей. Дзинтар и Рагнар Клаваны стали первыми в истории сборной Эстонии парой отец-сын, выступавшими за национальную команду (но в разное время). Дочери: Яне (р. 1983) и Диана (р. 1992) — игроки сборной Эстонии по флорболу.
Окончил Таллинский политехнический институт (1984). С 1994 года работает архитектором, с 2015 года возглавляет собственную фирму.